# Tennessee Oilers 1997
La stagione 1997 degli Tennessee Oilers è stata la 28ª della franchigia nella National Football League, la 38ª complessiva e la prima nella città di Nashville dopo il trasferimento da Houston 
La squadra disputò le sue gare interne al Liberty Bowl Memorial Stadium di Nashville durante la costruzione del nuovo stadio. Nella prima gara nella nuova città la squadra batté gli Oakland Raiders 24-21. Tuttavia in seguito faticò perdendo quattro gare consecutive, non riprendendosi più.

## Scelte nel Draft 1997
| Draft degli Oilers nel 1997 |        |                   |                  |                  |
| Giro                        | Scelta | Giocatore         | Ruolo            | College          |
| 1                           | 18     | Kenny Holmes      | Defensive end    | Miami (FL)       |
| 2                           | 46     | Joey Kent         | Wide receiver    | Tennessee        |
| 3                           | 75     | Denard Walker     | Defensive back   | LSU              |
| 3                           | 81     | Scott Sanderson   | Offensive tackle | Washington State |
| 4                           | 98     | Derrick Mason     | Wide receiver    | Michigan State   |
| 4                           | 107    | Pratt Lyons       | Defensive end    | Troy             |
| 5                           | 143    | George McCullough | Defensive back   | Baylor           |
| 6                           | 181    | Dennis Stallings  | Linebacker       | Illinois         |
| 7                           | 216    | Armon Williams    | Defensive back   | Arizona          |

## Calendario
| Stagione regolare |                         |                    |                    |                               |
| Turno             | Avversario              | Risultato          | Record             | Stadio                        |
| 1                 | Oakland Raiders         | V 24–21            | 1–0                | Liberty Bowl Memorial Stadium |
| 2                 | at Miami Dolphins       | S 16–13            | 1–1                | Pro Player Stadium            |
| 3                 | Settimana di pausa      | Settimana di pausa | Settimana di pausa | Settimana di pausa            |
| 4                 | Baltimore Ravens        | S 36–10            | 1–2                | Liberty Bowl Memorial Stadium |
| 5                 | at Pittsburgh Steelers  | S 37–24            | 1–3                | Three Rivers Stadium          |
| 6                 | at Seattle Seahawks     | S 16–13            | 1–4                | Kingdome                      |
| 7                 | Cincinnati Bengals      | V 30–7             | 2–4                | Liberty Bowl Memorial Stadium |
| 8                 | Washington Redskins     | V 28–14            | 3–4                | Liberty Bowl Memorial Stadium |
| 9                 | at Arizona Cardinals    | V 41–14            | 4–4                | Sun Devil Stadium             |
| 10                | Jacksonville Jaguars    | S 30–24            | 4–5                | Liberty Bowl Memorial Stadium |
| 11                | New York Giants         | V 10–6             | 5–5                | Liberty Bowl Memorial Stadium |
| 12                | at Jacksonville Jaguars | S 17–9             | 5–6                | Alltel Stadium                |
| 13                | Buffalo Bills           | V 31–14            | 6–6                | Liberty Bowl Memorial Stadium |
| 14                | at Dallas Cowboys       | V 27–14            | 7–6                | Texas Stadium                 |
| 15                | at Cincinnati Bengals   | S 41–14            | 7–7                | Cinergy Field                 |
| 16                | at Baltimore Ravens     | S 21–19            | 7–8                | Memorial Stadium              |
| 17                | Pittsburgh Steelers     | V 16–6             | 8–8                | Liberty Bowl Memorial Stadium |

## Classifiche
| AFC Central              | AFC Central | AFC Central | AFC Central | AFC Central | AFC Central | AFC Central | AFC Central |
|                          | V           | S           | P           | %           | PF          | PA          | STR         |
| ------------------------ | ----------- | ----------- | ----------- | ----------- | ----------- | ----------- | ----------- |
| (2) Pittsburgh Steelers  | 11          | 5           | 0           | .688        | 372         | 307         | S1          |
| (5) Jacksonville Jaguars | 11          | 5           | 0           | .688        | 394         | 318         | V2          |
| Tennessee Oilers         | 8           | 8           | 0           | .500        | 333         | 310         | V1          |
| Cincinnati Bengals       | 7           | 9           | 0           | .438        | 355         | 405         | V3          |
| Baltimore Ravens         | 6           | 9           | 1           | .406        | 326         | 345         | S1          |